# Google Avisos Públicos
 O Google Avisos Públicos (ou Public Alerts em inglês) é um serviço de notificação on-line de propriedade do Google.org que envia alertas de segurança (previsões meteorológicas, avisos, instruções de segurança etc.) para os Estados Unidos, Austrália, Canadá, Colômbia, Japão, Taiwan, Indonésia, México e o Brasil, lançado em 30 de outubro de 2012, e para as Filipinas em 12 de novembro de 2014. Faz parte da equipe do Google Crisis Response e publica conteúdo de seus parceiros de cada país.  Ao ativar o Google Now, pode-se ver alertas de previsão do tempo e relativos à segurança pública na Pesquisa do Google e no Google Maps. 
Em 3 de junho de 2014, o Avisos Públicos se conectou ao Twitter para exibir tuítes sobre o evento atual visando manter as pessoas seguras por meio de fontes especiais. O Google chamou de "extreme public alerts" porque pode responder a perguntas, como se as escolas estão fechadas. O Google diz que o recurso só está habilitado na maioria dos países falantes de inglês.

## Parceiros
O serviço possui parceria com diversos órgãos dos países em que os alertas são exibidos.

### Brasil
- Instituto Nacional de Meteorologia (INMET)
- Centro Nacional de Gerenciamento de Riscos (CENAD)

### Estados Unidos
- Serviço Nacional de Meteorologia
- Serviço Geológico dos Estados Unidos
- National Tsunami Warning Center
- Alertas AMBER do Centro Nacional para Crianças Desaparecidas e Exploradas
- Nixle

### Austrália
- New South Wales Rural Fire Service

### Canadá
- Environment and Climate Change Canada

### Inglaterra
- Environment Agency

### Alemanha
- Deutscher Wetterdienst

### Colômbia
- Unidad Nacional para la Gestión del Riesgo de Desastres (Unidade Nacional para a Gestão de Risco de Desastres)
- Instituto de Hidrología, Meteorología y Estudios Ambientales (Instituto de Hidrologia, Meteorologia e Estudos Ambientais)

### Japão
- Agência Meteorológica do Japão

### Taiwan
- Departamento Central de Clima
- Agência de Recursos Hídricos
- Departamento de Conservação de Solo e Água
- Direção Geral de Rodovias
- Centro Nacional de Ciência e Tecnologia para Redução de Desastres

### Indonésia
- Badan Meteorologi, Klimatologi, dan Geofisika (Agência Meteorológica, Climatológica e Geofísica da Indonésia)
- Badan Nasional Penanggulangan Bencana (Conselho Nacional Indonésio de Gerenciamento de Desastres)

### México
- Servicio Meteorológico Nacional

### Filipinas
- PAG-ASA (Administração de Serviços Atmosféricos, Geofísicos e Astronômicos das Filipinas)